# Гарму, Рамзи
Рамзи Гарму (5 февраля 1945 года) — католический прелат, архиепископ Тегерана с 7 февраля 1999 года.

## Биография
13 января 1977 года Рамзи Гарму был рукоположён в священника.
5 мая 1995 года Римский папа Иоанн Павел II назначил Рамзи Гарму вспомогательным епископом архиепархии Тегерана. 25 февраля 1996 года состоялось рукоположение Рамзи Гарму в епископа, которое совершил патриарх Рафаэль I Бидавид в сослужении с тегеранским архиепископом Юханноном Семааном Исайи и архиепископом Урмии Томасом Мерамом.
7 февраля 1999 года был назначен архиепископом Тегерана. 
С 2007 года по 2011 год был председателем Конференции католических епископов Ирана. 